# Михайло II Асен
Михайло II Асен або Михайло Тих (1270 - ?) — імператор Болгарії з 1277 по 1279 рік та імператор-співправитель у 1272–1277 та 1278–1279 роках, претендував на трон у 1302/3 роках. Його правління вважають номінальним, і Михайла II Асеня зазвичай не включають до списку болгарських монархів. У низці сучасних джерел ім'ям Михайла II Асена невірно називають іншого імператора Михайла I Асена, який правив кількома десятиліттями раніше.

## Життєпис
Михайло II Асень був сином болгарського імператора Костянтина I від його третьої дружини, Марії Кантакузини Палеологині, племінниці імператора Східної Римської імперії Михайла VIII, доньки його старшої сестри Ірини Комнін Палеологіни та Івана Кантакузина. 
Михайло народився у 1270/1 р. Був проголошений порфирогенетом або багрянородним, відповідно до візантійської традиції, можливо, щоб позбавити права на трон будь-яких потенційних претендентів - старших синів Костянтина І Асеня від попередніх дружин.
1272 року імператор Костянтин I офіційно проголосив та коронував Михайла Асеня своїм співправителем. Його мати Марія працювала над тим, щоб забезпечити йому правління під час політичної та фізичної слабкості Костянтина І Асена. У цьому ключі вона всиновила дорослого Видинського князя Якова Святослава, напівавтономного правителя та потенційного суперника, а потім, очевидно, отруїла його в 1276 році.
Після того, як в 1277 імператор Костянтин І був убитий в битві з деспотом-повстанцем Івайлом, Михайло II Асень став його спадкоємцем та правителем Болгарії, але реальна влада належала його матері, імператриці Марії, яка контролювала столицю держави - Тирново та навколишні землі
Коли більшість Болгарії опинилася під контролем повстанців Івайло, то імператор Михайло VIII підтримав ще одного претендента на болгарський престол — Івана Асена III, сина колишнього правителя Болгаріх Міцо Асена ), що на той час жив у Візантії. Коли Іван Асень III за допомогою візантійських військ рушив до столиці Болгарії, то Марія пішла на союз із Івайлом. Вона наказала впустити до Тирнова війська Івайла, вийшла за нього заміж, а сам Івайло був оголошений співправителем Михайла II Асена.
Івайло успішно протистояв візантійським військами, доки він не був заблокований військами союзника Константинополя Ногайським ханом Золотої Орди в Драстері (Сілістра) протягом трьох місяців у 1278–1279 роках, тоді як візантійські війська пробилися до столиця Тирново. 
В лютому 1279 візантійські війська взяли Тирново, Марія (яка була вагітна від Івайла) і Михайло II Асень були взяті візантійцями в полон (і відвезені до Адріанополя), а Іван Асень III був проголошений царем Болгарії.
Михайло знову з’являється на сторінках історії лише близько 1302/3, коли частина болгарської знаті запропонувала йому забрати трон у Теодора Святослава. Незважаючи на військову підтримку Візантії, Михайло виявився нездатним утвердитися в Болгарії, і, як кажуть, «блукав за межами Тирново». Його подальша доля та дата смерті невідомі. 